# Théorème de Nash-Moser
En mathématiques, le théorème de Nash-Moser permet de montrer qu'une application est localement inversible, dans un cadre où le théorème d'inversion locale entre espaces de Banach ne peut être appliqué, parce que l'inverse de sa différentielle induit une « perte de dérivée ».
Le théorème et la stratégie de sa preuve sont utiles pour la résolution d'équations aux dérivées partielles, en cas d'échec de méthodes itératives plus standard telles que celles de Cauchy-Lipschitz ou de Newton.

## Historique
Une première réalisation du théorème de Nash-Moser a été mise au point par John Nash dans le cadre de sa preuve du plongement isométrique de classe {\displaystyle C^{k}}. La méthode a ensuite été adaptée à un cadre plus abstrait par Jürgen Moser et appliquée en particulier à la théorie KAM en mécanique céleste. De nombreux auteurs, parmi lesquels Richard S. Hamilton et Lars Hörmander, ont également généralisé le résultat afin de fournir un outil robuste adapté à une large classe de problèmes de résolution perturbative d'équations aux dérivées partielles,. Néanmoins, la plupart des problèmes pour lesquels un théorème de Nash-Moser a été développé ont été résolus ultérieurement à l'aide de techniques plus standard.

## Énoncé
L'énoncé du théorème peut varier selon les auteurs mais contient les ingrédients suivants,.
- Une échelle de régularité, à savoir une famille d'espaces de Banach {\displaystyle (X^{s},\|\cdot \|_{s})} emboités et munis de normes croissantes :{\displaystyle \forall a\geq b,\quad X^{a}\subset X^{b}{\text{ et }}\|\cdot \|_{a}\geq \|\cdot \|_{b}}.Par exemple : les espaces de Hölder, ou les espaces de Sobolev.
- Une famille d'opérateurs de régularisation RK, linéaires et continus sur tous ces espaces, et dont on contrôle explicitement la norme d'opérateur et de l'approximation Id – RK, en fonction des paramètres K et des indices des espaces en jeu.
Par exemple : un multiplicateur de Fourier coupant les fréquences supérieures au niveau K.
- Une application, Φ, localement deux fois différentiable et dont la différentielle seconde et l'inverse de la différentielle vérifient des estimations avec pertes de dérivées  « douces ».
Par «  douces », on entend que l'estimation ne fait intervenir qu'un nombre fini de pertes de dérivées et que la dépendance est au plus linéaire en la « grande norme »[4].

Théorème de Nash-Moser —  Soit Φ vérifiant les hypothèses ci-dessus dans un voisinage U de x0. Alors il existe un voisinage V de l'origine tel que 
possède une solution x ∈ U.
On peut faire quelques remarques sur cet énoncé.
- Contrairement au théorème d'inversion locale entre espaces de Banach, les hypothèses du théorème doivent être vérifiées sur un voisinage de l'état autour duquel la perturbation est effectuée, et non pas uniquement en ce point.
- L'ensemble de la démonstration se place dans l'espace de Fréchet de régularité infinie {\displaystyle \bigcap _{s\geq 0}X^{s}}, mais le résultat admet des données de régularité finie, et s'accompagne d'une estimation de la taille de x – x0 en fonction de la taille de f (avec perte de dérivée « douce »).
- Lorsque l'application Φ n'est définie que sur {\displaystyle \bigcap _{s\geq 0}X^{s}}, alors l'égalité de l'énoncé signifie qu'il existe une suite infiniment régulière et convergente, (xn), telle que Φ(xn) converge vers Φ(x0) + f.

## Stratégie de la preuve
Il existe de nombreuses variantes de la preuve, mais la solution est généralement construite comme la limite d'un processus itératif (à l'exception notable de la preuve originale de John Nash qui construit une famille continue d'approximations) basé sur la méthode de Newton. Par exemple, on peut poser
En l'absence de l'opérateur de régularisation {\displaystyle R_{K_{n}}}, la méthode correspondrait exactement à la méthode itérative de Newton. L'idée est donc d'introduire un opérateur de régularisation afin de neutraliser la perte de dérivée due à l'opérateur {\displaystyle DF(x_{n})^{-1}}. En choisissant le paramètre {\displaystyle K_{n}} de plus en plus grand, l'opérateur {\displaystyle R_{K_{n}}} approche l'identité. Le prix à payer est que la norme de l'opérateur linéaire {\displaystyle R_{K_{n}}DF(x_{n})^{-1}} explose. Cette croissance peut toutefois être compensée grâce aux estimations « douces » et au caractère quadratique de la convergence de la méthode de Newton,.